# شهرستان باشوی
شهرستان باشوی (به لاتین: Baxoi County) یک منطقهٔ مسکونی در جمهوری خلق چین است که در چامدو واقع شده‌است.